# Paul Willson
Paul Willson (Fairmont, 25 dicembre 1945) è un attore statunitense.
Ha iniziato la sua carriera nel 1970 ed è noto per aver interpretato Smith, il manager di Lawanda (Laraine Newman) in Piccola peste torna a far danni e per il ruolo di Paul Krapence cliente del bar di Cin cin, ripreso in un cameo nello Spin-off Frasier.

## Filmografia parziale

### Cinema
- Fragole e sangue (The Strawberry Statement), regia di Stuart Hagmann (1970)
- Goodbye amore mio! (The Goodbye Girl), regia di Herbert Ross (1977)
- Piccola peste torna a far danni (Problem Child 2), regia di Brian Levant (1991)
- Impiegati... male! (Office Space), regia di Mike Judge (1999)

### Televisione
- Colombo (Columbo) – serie TV, 1 episodio (1978)
- Top Secret (Scarecrow and Mrs. King) – serie TV (1983-1987)
- Hardcastle & McCormick (Hardcastle and McCormick) – serie TV, episodio 2x03 (1984)
- Gli amici di papà (Full House) – serie TV, 1 episodio (1990)
- Cuori senza età (The Golden Girls) – serie TV, 1 episodio (1990)
- Cin cin (Cheers) – serie TV, 55 episodi (1982-1993)
- The Larry Sanders Show – serie TV, 4 episodi (1994-1998)
- The John Larroquette Show – serie TV, 1 episodio (1996)
- Una bionda per papà (Step by Step) – serie TV, 1 episodio (1997)
- George & Leo – serie TV, 6 episodi (1997-1998)
- Caroline in the City – serie TV, 1 episodio (1998)
- Due gemelle e una tata (Two of a Kind) – serie TV, 1 episodio (1998)
- Ally McBeal – serie TV, 1 episodio (1999)
- Impiegati... male! (Office Space) – serie TV, 1 episodio (1999)
- Star Trek: Voyager – serie TV, episodio 7x15 (2001)
- Malcolm – serie TV, 4 episodi (2000-2004)
- Curb Your Enthusiasm – serie TV, 1 episodio (2002)
- Frasier – serie TV, 1 episodio (2002)
- The Mentalist – serie TV, 2 episodi (2011-2012)
- The Newsroom – serie TV, 1 episodio (2012)
- Jessie – serie TV, 1 episodio (2013)
- The Big Bang Theory – serie TV, 1 episodio (2014)

### Doppiatore
- I Simpson (The Simpsons) – serie TV, 1 episodio (1990)
- Ricreazione (Recess) – serie TV, 4 episodi (1997-1999)

## Doppiatori italiani
Nelle versioni in italiano delle opere in cui ha recitato, Paul Willson è stato doppiato da:
- Giorgio Lopez in Malcolm (ep. 1x02, 1x04 e 5x08[1]), The Big Bang Theory[2]
- Renato Cecchetto in Piccola peste torna a far danni[3]
- Vittorio Stagni in Top Secret[4]
- Maurizio Reti in Impiegati... male![5]
- Giorgio Favretto in X-Files[6]
- Goffredo Matassi in Frasier[7]
- Enrico Bertorelli in Ally McBeal[8]
- Mino Caprio in Malcolm (ep. 3x16[1])
- Toni Orlandi in The Mentalist[9]